# 董厥
董 厥（とう けつ、生没年不詳）は、中国三国時代の政治家。蜀漢に仕えた。字は龔襲、荊州義陽郡の人。三国志蜀志に独立した伝はないが、「諸葛亮伝」に記録がある。

## 生涯
諸葛亮が丞相となったとき丞相府の令史となり、諸葛亮から思慮深く過不足がない人物という評価を得た。その後、主簿に転任した。
諸葛亮の死後、徐々に昇進を果たし尚書僕射となった。やがて陳祗の後任として尚書令となる。後、樊建に尚書令を譲り、輔国大将軍・大将軍平台事となった。
陳祗の死後、景耀元年（258年）に平尚書事となった。景耀4年（261年）、諸葛瞻が平尚書事となり、董厥・樊建と共に朝政を統べる事となった。このときの肩書きは輔国大将軍・南郷侯となっている。
彼等の上席である姜維は戦いで外地にあったため、黄皓が政治の実権を握るようになっていた。董厥達はお互いが庇い合うのみで、政治の歪みを正すことはできなかった。董厥は樊建と違い、諸葛瞻とともに黄皓と私的な親交を交すようになっていたという。
董厥と諸葛瞻は、姜維が外征により国力を疲弊させていると考え劉禅に上奏し、姜維の軍権を剥奪して益州刺史に転任させ、国内に召還するよう要請することを考えたという。
景耀6年（263年）、魏が大軍を率い侵攻して来ると、董厥は張翼・廖化とともにその迎撃に向かった。また董厥は、張翼とともに陽安関の入り口にも向かった。すると漢寿まで来たところで、陰平より敗走してきた姜維・廖化と合流したため、剣閣に立て籠って堅守することにした。しかし成都を目指した魏軍は、間道を伝って別方面より江油と綿竹を落し、諸葛瞻を戦死させた。このため劉禅は、譙周の勧めで降伏を決断した（蜀漢の滅亡）。その後、董厥は姜維らとともに鍾会軍へ降伏し、成都に戻った。
咸熙元年（264年）春、劉禅は一家を挙げて洛陽へ移住することになった。董厥も樊建とともに洛陽へ赴き相国参軍となり、その年の秋には樊建とともに散騎常侍を兼任し、益州民心の鎮撫にあたったという。なお、劉禅に従った蜀の旧臣の多くは列侯されたが、その中に樊建の名はあるが董厥の名はない。
小説『三国志演義』では、蜀滅亡後、劉禅が洛陽へ向かうときに病気となり、廖化とともに憂死したことになっている。